# Neah Bay
Neah Bay is een plaats (census-designated place) in de Amerikaanse staat Washington, en valt bestuurlijk gezien onder Clallam County.

## Demografie
Bij de volkstelling in 2000 werd het aantal inwoners vastgesteld op 794.

## Geografie
Volgens het United States Census Bureau beslaat de plaats een oppervlakte van
6,1 km², geheel bestaande uit land. Neah Bay ligt op ongeveer 2 m boven zeeniveau.

## Plaatsen in de nabije omgeving
De onderstaande figuur toont nabijgelegen plaatsen in een straal van 96 km rond Neah Bay.